# Lijst van Eerste Kamerleden voor Forum voor Democratie
Een overzicht van alle huidige en voormalige Eerste Kamerleden voor Forum voor Democratie (FVD).
| Eerste Kamerlid        | Begindatum        | Einddatum        |
| ---------------------- | ----------------- | ---------------- |
| Robert Baljeu          | 15 december 2020  | 15 december 2020 |
| Hugo Berkhout          | 26 oktober 2020   | 28 november 2020 |
| Hugo Berkhout          | 15 december 2020  | 15 december 2020 |
| Toine Beukering        | 11 juni 2019      | 28 november 2020 |
| Paul Cliteur           | 11 juni 2019      | 25 november 2020 |
| Johan Dessing          | 11 juni 2019      |                  |
| Paul Frentrop          | 11 juni 2019      | 30 maart 2022    |
| Otto Hermans           | 10 september 2019 | 11 november 2019 |
| Otto Hermans           | 18 februari 2020  | 28 november 2020 |
| Theo Hiddema           | 13 april 2021     | 30 maart 2022    |
| Lennart van der Linden | 11 juni 2019      | 14 december 2020 |
| Annabel Nanninga       | 11 juni 2019      | 28 november 2020 |
| Joris van den Oetelaar | 13 juni 2023      |                  |
| Henk Otten             | 11 juni 2019      | 24 juli 2019     |
| Bob van Pareren        | 11 juni 2019      | 28 november 2020 |
| Nicki Pouw-Verweij     | 11 juni 2019      | 25 november 2020 |
| Dorien Rookmaker       | 11 juni 2019      | 20 augustus 2019 |
| Jeroen de Vries        | 11 juni 2019      | 20 augustus 2019 |
| Loek van Wely          | 11 juni 2019      | 8 december 2020  |